# Consell Federal de Suïssa

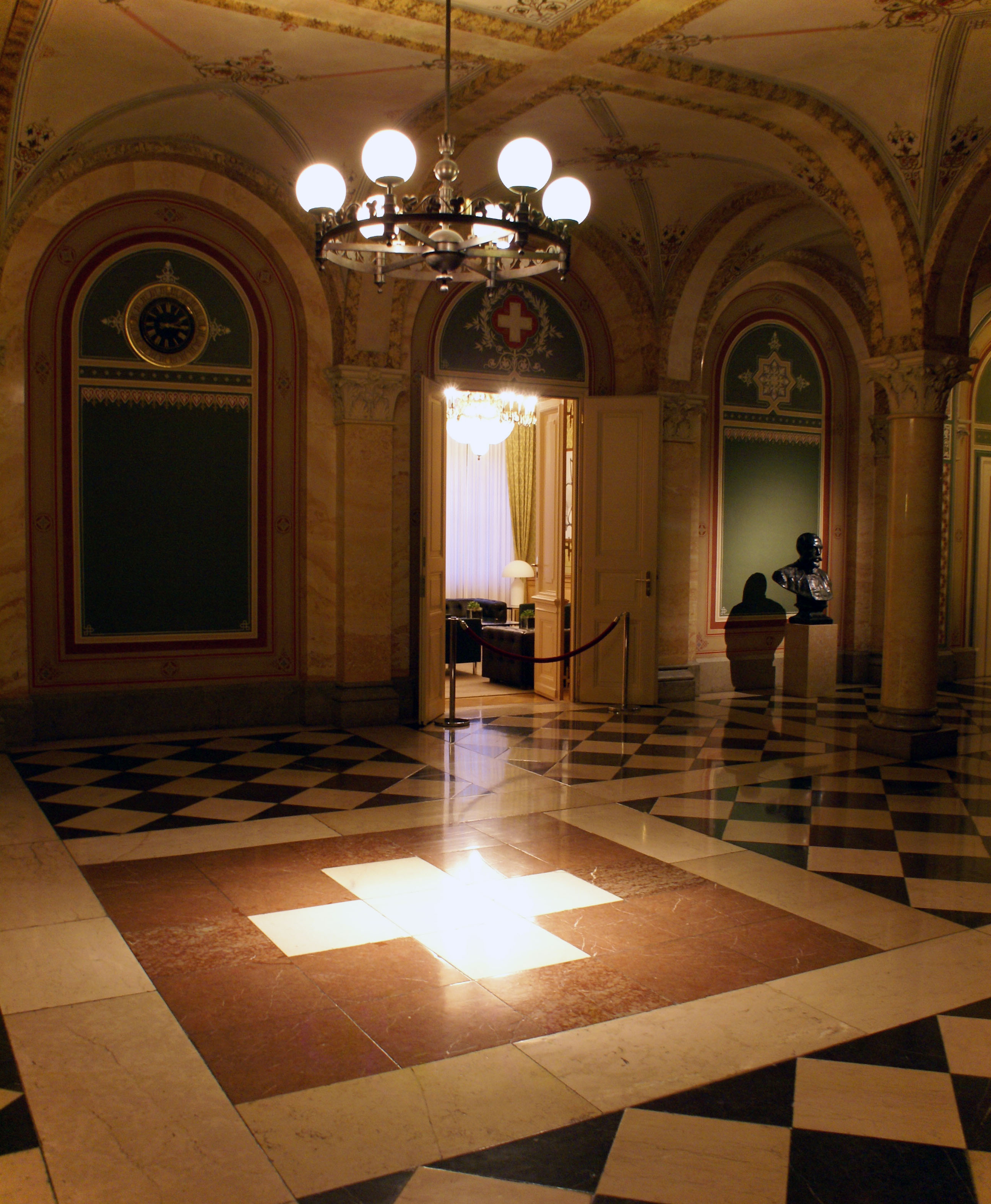
L'Interior del Palau Federal, on es reuneix el Consell Federal.

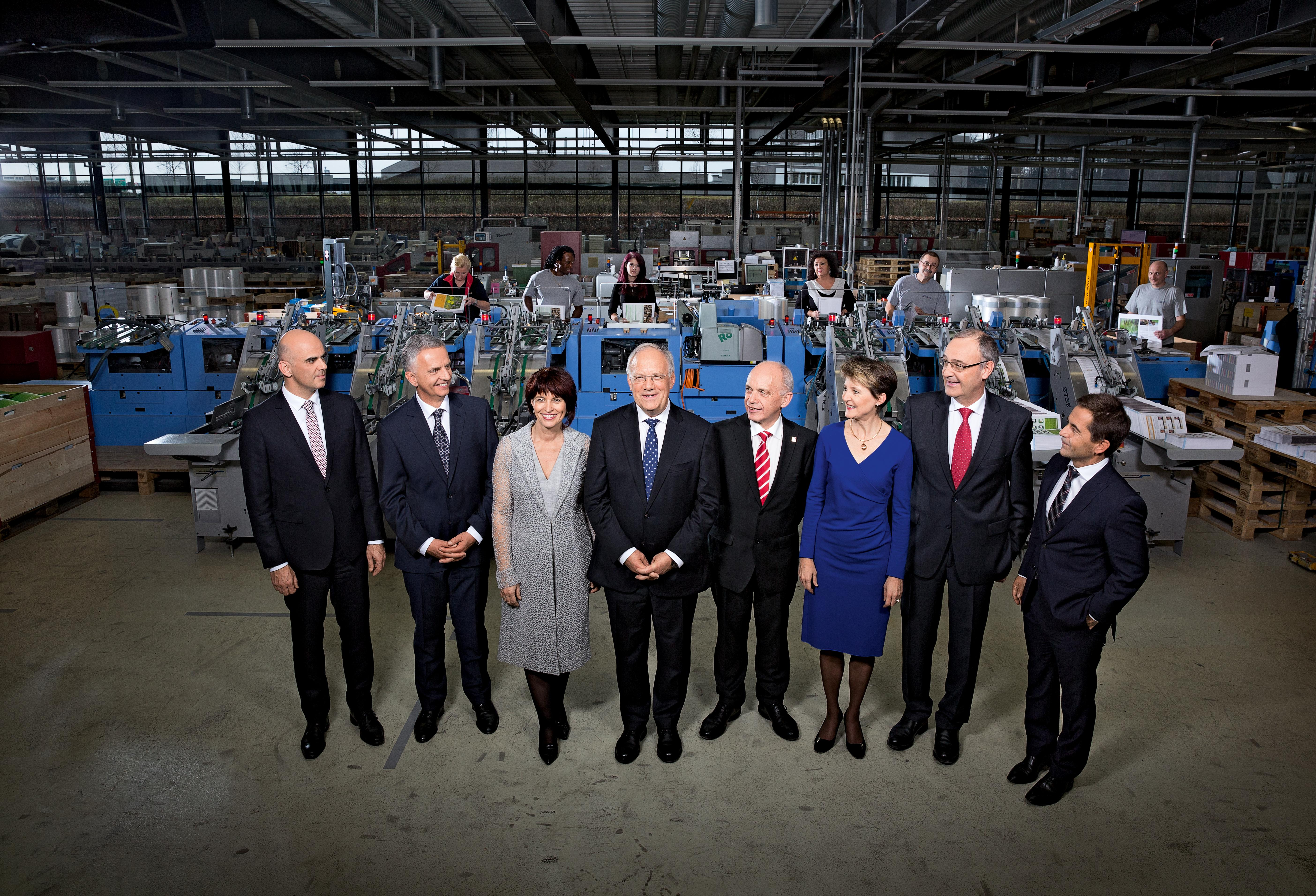
Membres del Consell Federal el Gener de 2016.

El Consell federal de Suïssa (en alemany Bundesrat, en francès Conseil Fédéral, en italià Consiglio Federale, i en romanx Cussegl Federal) és l'òrgan executiu de Suïssa. Aquest està format per set consellers federals, que són nomenats separadament per un període de 4 anys amb possibilitat de reelecció. Tradicionalment, un conseller federal és fàcilment reelegit fins a la seva dimissió. Els casos de no reelecció són extremadament rars. De vegades prefereixen renunciar si no estan segurs de ser reelegits. Es reuneix en el parlament suís a Berna, capital i seu oficial del govern suís.

## Funcionament
El Consell federal funciona amb el sistema de col·legialitat, cosa que vol dir que tots els seus membres estan «obligats» a defensar les opinions del Consell federal, és a dir, les decisions preses per la majoria així es trobi en desacord. El president de la Confederació és simplement un representant del país, i no té més poder que els altres membres del consell.
El president i el seu successor, el vicepresident, són escollits per l'Assemblea Federal de Suïssa per un mandat d'un any, la tradició demana que els partits s'alternin i que els consellers més antics tinguin la prioritat, això vol dir que un conseller triat aquest any no pot ser president fins que els més antics del consell hagin passat almenys una vegada per la presidència. De 1959 a 2003, la composició dels partits en el si del consell federal no va canviar ni un sol cop, el que va ser anomenada la fórmula màgica.
El 10 de desembre de 2003, la fórmula màgica va ser modificada perquè el paisatge polític del país ho demanava. El PDC havia de cedir un lloc a la UDC. Va ser quan la consellera federal sortint Ruth Metzler-Arnold no va ser reelegida; un mes abans de començar el seu mandat presidencial, el que l'hagués situat com la segona dona a pujar a la presidència i la persona més jove a arribar a la presidència suïssa (40 anys). El canceller de la Confederació és sovint anomenat el vuitè conseller federal i apareix en la foto de família del Consell de cada any. L'actual canceller és Corina Casanova, es troba en el càrrec des de l'1 de gener de 2008, sent la segona dona en el càrrec. Les seves funcions equivalen a les d'un secretari general d'un govern.

## Membres actuals
Actualment hi ha al consell federal: 
- dos membres del Partit Socialdemòcrata Suís (SP/PSS),
- dos membres del Partit Radical Democràtic de Suïssa (FDP/PRD),
- dos membres de la Unió Democràtica del Centre (SVP/UDC),
- un membre del El Centre

Composició actual i partits polítics, per ordre d'antiguitat (última modificació 1 de gener de 2012): 
- Simonetta Sommaruga, SP/PSS,
- Ignazio Cassis, PLR, actual president de la confederació
- Alain Berset, SP/PSS,
- Viola Amherd, El Centre,
- Karin Keller-Sutter, PLR,
- Guy Parmelin, SVP/UDC,
- Ueli Maurer, SVP/UDC